# 村上市

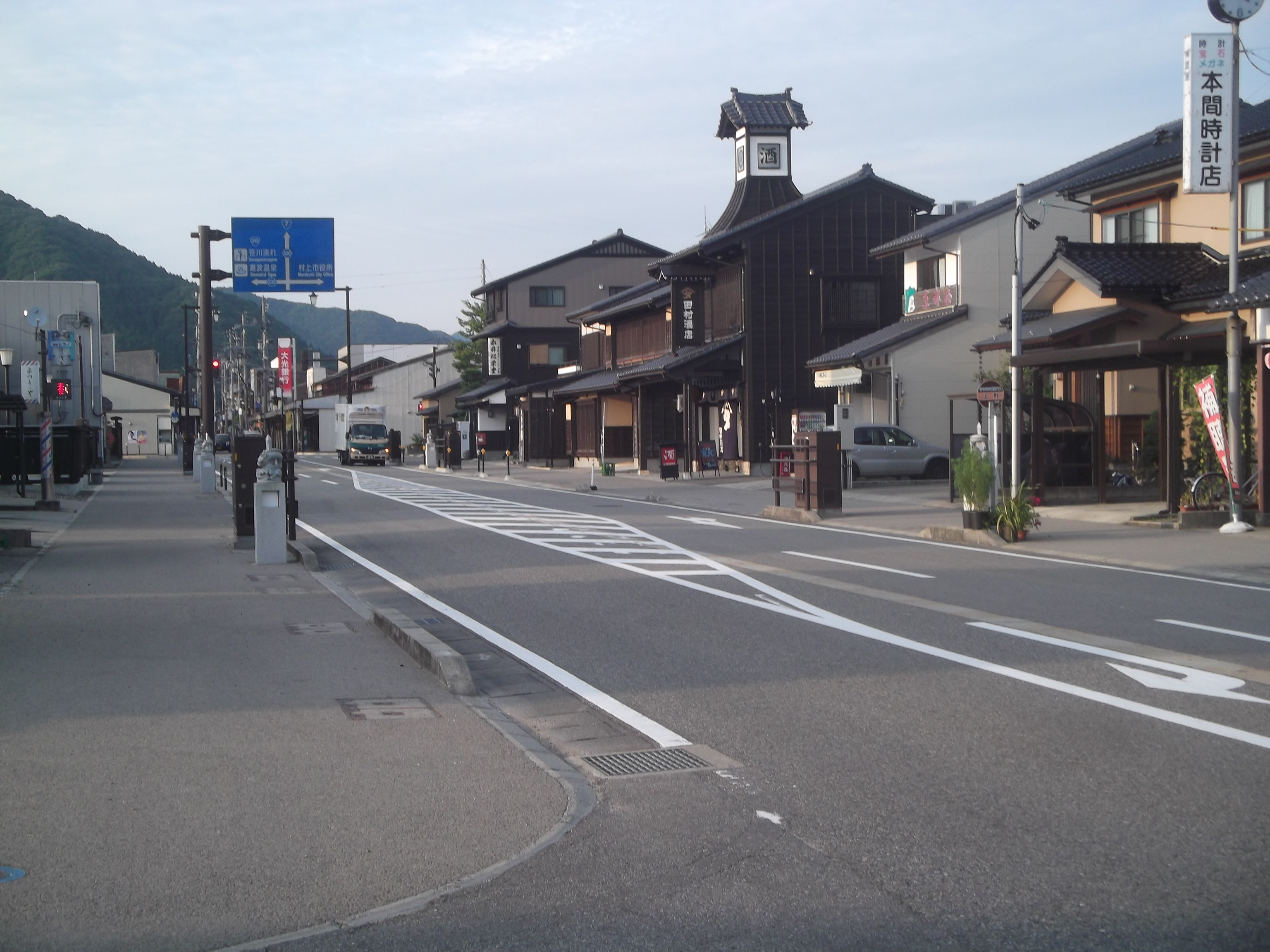
市街地（上町）付近の様子

村上市（むらかみし）は、新潟県の北部に位置する市。日本海に面している。
北限の茶どころとして知られるほか、三面川の鮭や牛肉（村上牛）が名物。瀬波温泉や笹川流れ、町屋通り、粟島航路など観光都市としての側面が強い。
村上市街地は村上藩の城下町として栄え、現在でも市中に武家町、商人町の面影が残る。中心街では町屋再生などの各種プロジェクトが進んでおり、2008年度には都市景観大賞｢美しいまちなみ大賞｣を受賞、2016年には「プロジェクト未来遺産2016」に選定されている。

## 地理

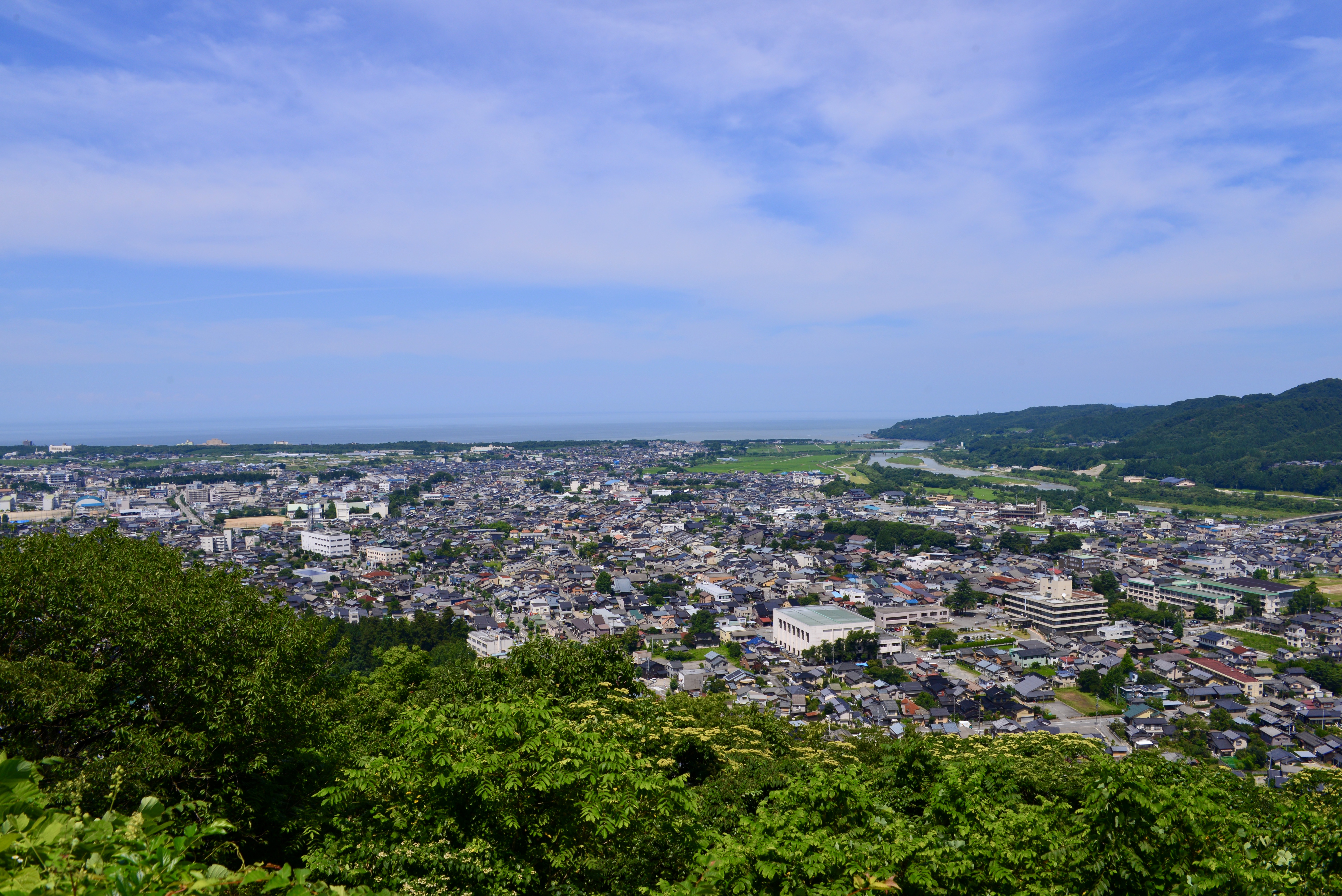
村上城天守跡から見た村上市中心部

面積は1,174.24km²で県内最大。人口は約6万人で、燕市に次いで第8位。
市域の南側は荒川、三面川の河口を有し、流域に越後平野が広がるが北側は海岸部にも山地がせり出しており、笹川流れの景観を作り出している。
- 山 : 日本国、朝日岳
- 河川 : 荒川、三面川

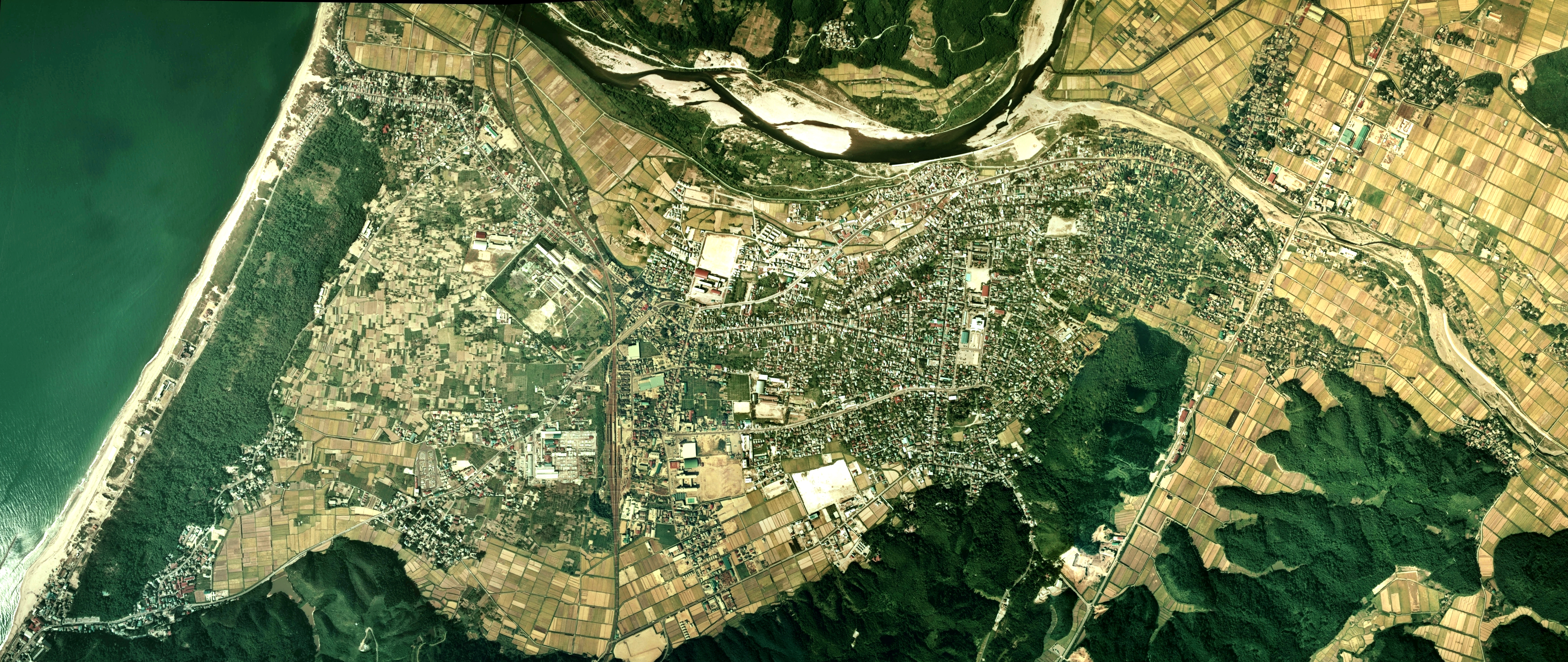
1975年（昭和50年）撮影の村上市中心部周辺の空中写真。市街地の北側に三面川が流れる。市街地中心部は武家町、商人町の街路形状の面影が残る。
1975年撮影の5枚を合成作成。。

- 日本海の沖合約10kmに浮かぶ粟島は、岩船郡粟島浦村に属する。

### 気候
旧朝日村域が特別豪雪地帯に、その他が豪雪地帯に指定されている。蒲萄集落（ぶどうスキー場あり）や雷集落など山間部では積雪深が例年1 mを超えるが、村上城下の市街地は海岸にも近いことから、1994-2019年度平均値は年降雪量223 cm、年最深積雪46 cmと、新潟市郊外や新発田市街などと同程度である（詳細は新潟県#気候を参照）。
| 村上（1991年 - 2020年）の気候      | 村上（1991年 - 2020年）の気候 | 村上（1991年 - 2020年）の気候 | 村上（1991年 - 2020年）の気候 | 村上（1991年 - 2020年）の気候 | 村上（1991年 - 2020年）の気候 | 村上（1991年 - 2020年）の気候 | 村上（1991年 - 2020年）の気候 | 村上（1991年 - 2020年）の気候 | 村上（1991年 - 2020年）の気候 | 村上（1991年 - 2020年）の気候 | 村上（1991年 - 2020年）の気候 | 村上（1991年 - 2020年）の気候 | 村上（1991年 - 2020年）の気候 |
| 月                                 | 1月                           | 2月                           | 3月                           | 4月                           | 5月                           | 6月                           | 7月                           | 8月                           | 9月                           | 10月                          | 11月                          | 12月                          | 年                            |
| ---------------------------------- | ----------------------------- | ----------------------------- | ----------------------------- | ----------------------------- | ----------------------------- | ----------------------------- | ----------------------------- | ----------------------------- | ----------------------------- | ----------------------------- | ----------------------------- | ----------------------------- | ----------------------------- |
| 最高気温記録 °C （°F）             | 14.8 (58.6)                   | 21.5 (70.7)                   | 23.5 (74.3)                   | 30.3 (86.5)                   | 32.1 (89.8)                   | 34.6 (94.3)                   | 37.2 (99)                     | 39.9 (103.8)                  | 38.4 (101.1)                  | 33.7 (92.7)                   | 26.2 (79.2)                   | 20.9 (69.6)                   | 39.9 (103.8)                  |
| 平均最高気温 °C （°F）             | 4.7 (40.5)                    | 5.4 (41.7)                    | 9.4 (48.9)                    | 15.7 (60.3)                   | 21.5 (70.7)                   | 25.2 (77.4)                   | 28.5 (83.3)                   | 30.5 (86.9)                   | 26.4 (79.5)                   | 20.2 (68.4)                   | 13.8 (56.8)                   | 7.8 (46)                      | 17.4 (63.3)                   |
| 日平均気温 °C （°F）               | 1.7 (35.1)                    | 1.8 (35.2)                    | 4.7 (40.5)                    | 10.2 (50.4)                   | 15.9 (60.6)                   | 20.3 (68.5)                   | 24.1 (75.4)                   | 25.5 (77.9)                   | 21.3 (70.3)                   | 15.1 (59.2)                   | 9.2 (48.6)                    | 4.2 (39.6)                    | 12.8 (55)                     |
| 平均最低気温 °C （°F）             | −1.0 (30.2)                   | −1.4 (29.5)                   | 0.4 (32.7)                    | 4.7 (40.5)                    | 10.7 (51.3)                   | 15.8 (60.4)                   | 20.4 (68.7)                   | 21.3 (70.3)                   | 17.1 (62.8)                   | 10.6 (51.1)                   | 5.0 (41)                      | 1.0 (33.8)                    | 8.7 (47.7)                    |
| 最低気温記録 °C （°F）             | −9.6 (14.7)                   | −11.0 (12.2)                  | −7.5 (18.5)                   | −5.8 (21.6)                   | 2.2 (36)                      | 6.6 (43.9)                    | 10.3 (50.5)                   | 12.3 (54.1)                   | 6.2 (43.2)                    | 1.6 (34.9)                    | −2.3 (27.9)                   | −6.9 (19.6)                   | −11.0 (12.2)                  |
| 降水量 mm （inch）                 | 220.9 (8.697)                 | 147.4 (5.803)                 | 133.9 (5.272)                 | 115.4 (4.543)                 | 128.5 (5.059)                 | 132.1 (5.201)                 | 240.6 (9.472)                 | 180.2 (7.094)                 | 184.5 (7.264)                 | 202.4 (7.969)                 | 246.8 (9.717)                 | 255.0 (10.039)                | 2,215 (87.205)                |
| 平均降水日数 （≥1.0 mm）           | 25.8                          | 21.4                          | 18.5                          | 13.2                          | 12.2                          | 10.5                          | 13.6                          | 11.2                          | 13.8                          | 15.8                          | 19.6                          | 24.4                          | 200.9                         |
| 平均月間日照時間                   | 33.2                          | 55.8                          | 112.7                         | 165.3                         | 193.0                         | 179.5                         | 158.2                         | 201.2                         | 147.2                         | 131.3                         | 80.8                          | 41.2                          | 1,499.4                       |
| 出典1：Japan Meteorological Agency |                               |                               |                               |                               |                               |                               |                               |                               |                               |                               |                               |                               |                               |
| 出典2：気象庁                      |                               |                               |                               |                               |                               |                               |                               |                               |                               |                               |                               |                               |                               |

## 歴史

村上市を含む新潟県岩船地域における平成の大合併の地図。当市は旧・村上市を含む5市町村の新設合併により発足した。

1889年（明治22年）の町村制施行時は旧士族の村上本町と旧町人の村上町という2つの自治体が城下町に存在する状態となったが、1946年（昭和21年）に合併し村上城下が統一された。
- 1947年（昭和22年）10月9日 - 昭和天皇の戦後巡幸。村上小学校校庭で奉迎が行われた[9]。
- 1954年（昭和29年）3月31日 - 岩船郡村上町・岩船町・瀬波町・山辺里村・上海府村が合併し市制施行。
- 1972年（昭和47年）5月20日 - 昭和天皇が第23回全国植樹祭出席のために来県した際に市内を行幸。三嶋屋旅館が行在所となる[10]。
- 2008年（平成20年）4月1日 - 同郡荒川町・神林村・朝日村・山北町と合併し、新市制による「村上市」となった。
- 2019年（令和元年）6月18日 - 山形県沖地震が発生。旧山北町内において震度6強を観測し、被害が発生した[11]。
- 2022年（令和4年）
  - 2月11日 - 製菓会社の工場で火災が発生。死者6人、負傷者1人[12]。
  - 8月4日 - 豪雨により、市内の小岩内地区で土石流が発生[13]。

### 歴代市長
| 代  | 氏名     | 就任年月日    | 退任年月日    | 備考                               |
| --- | -------- | ------------- | ------------- | ---------------------------------- |
|     | 加藤全一 | 2008年4月1日  | 2008年4月27日 | 市長職務執行者。旧神林村長         |
| 初  | 大滝平正 | 2008年4月27日 | 2015年5月31日 | 旧山北町長。健康上の理由により辞職 |
| 2   |          | 2015年6月1日  | 2015年6月28日 | 職務代理者                         |
| 3-5 | 高橋邦芳 | 2015年6月28日 |               |                                    |

## 行政

### 市長
- 髙橋邦芳（3期目）
- 任期：2027年6月27日まで

### 市議会
- 定数：22人
- 任期：2024年4月26日

### 消防
- 村上市消防本部
  - 村上市消防署
    - 荒川分署：村上市大津1,669番地1
    - 神林分署：村上市牧目1,224番地1
    - 朝日分署：村上市岩沢4,887番地4
    - 山北分署：村上市府屋6番地35

### 警察
- 村上警察署
  - 村上駅前交番
  - 坂町交番
  - 府屋交番
  - 山辺里駐在所
  - 早川駐在所
  - 瀬波駐在所
  - 岩船駐在所
  - 小口川駐在所
  - 平林駐在所
  - 岩沢駐在所
  - 猿沢駐在所
  - 北中駐在所
  - 寒川駐在所

### 市の施設

#### 支所
- 朝日支所
- 荒川支所
- 神林支所
- 山北支所 - 2012年9月新庁舎完成[14]。

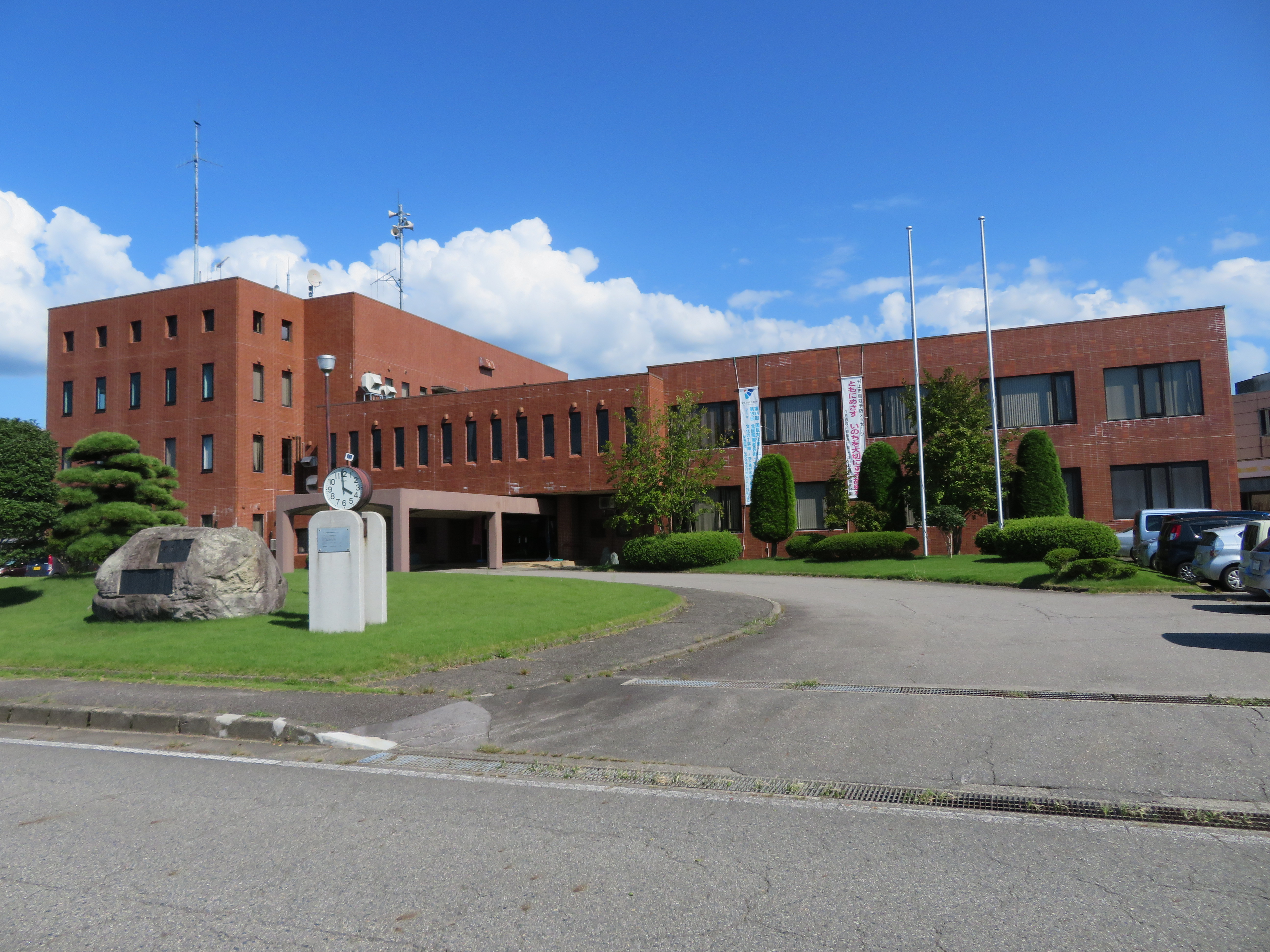
朝日支所（旧朝日村役場）
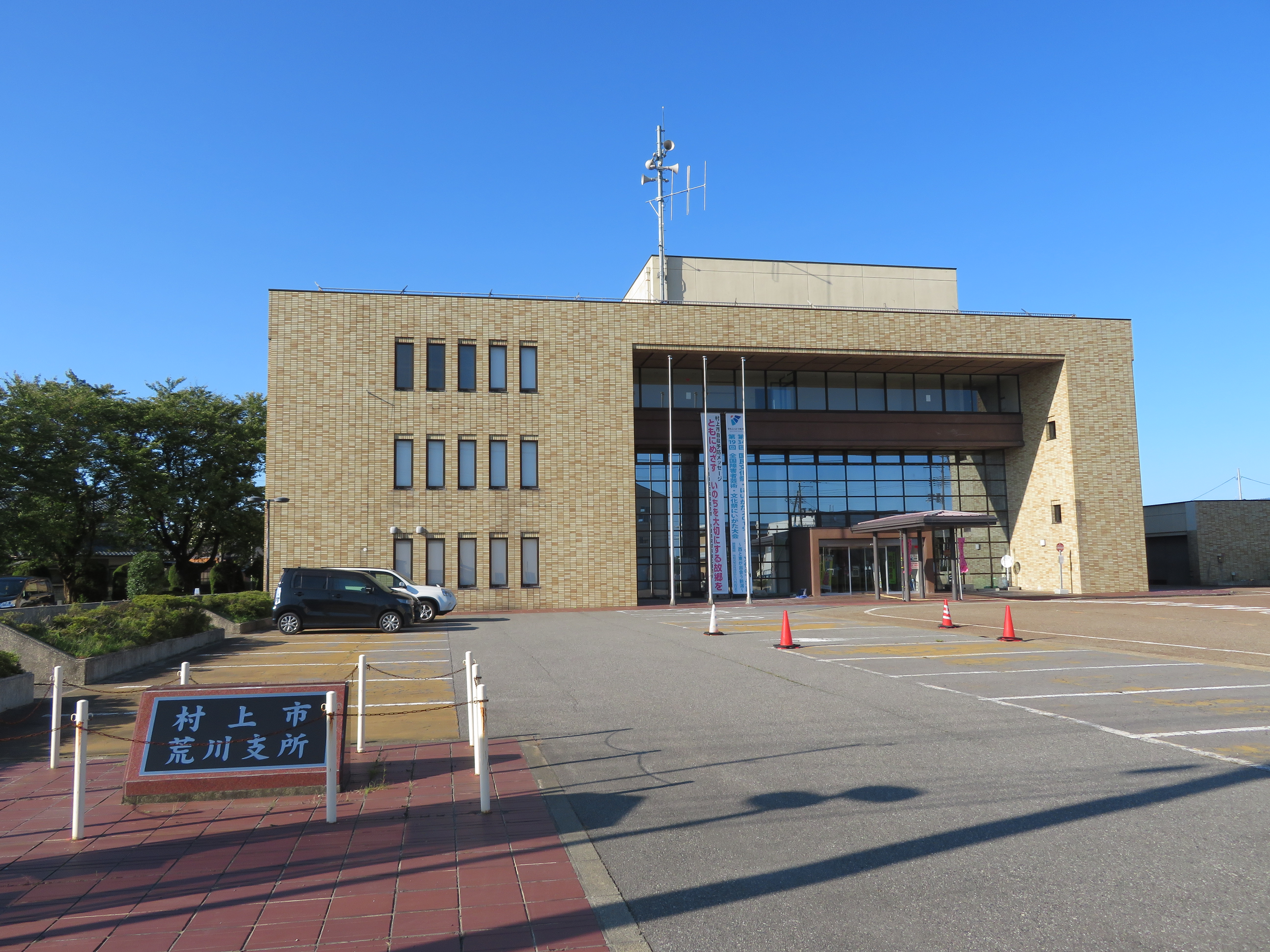
荒川支所（旧荒川町役場）
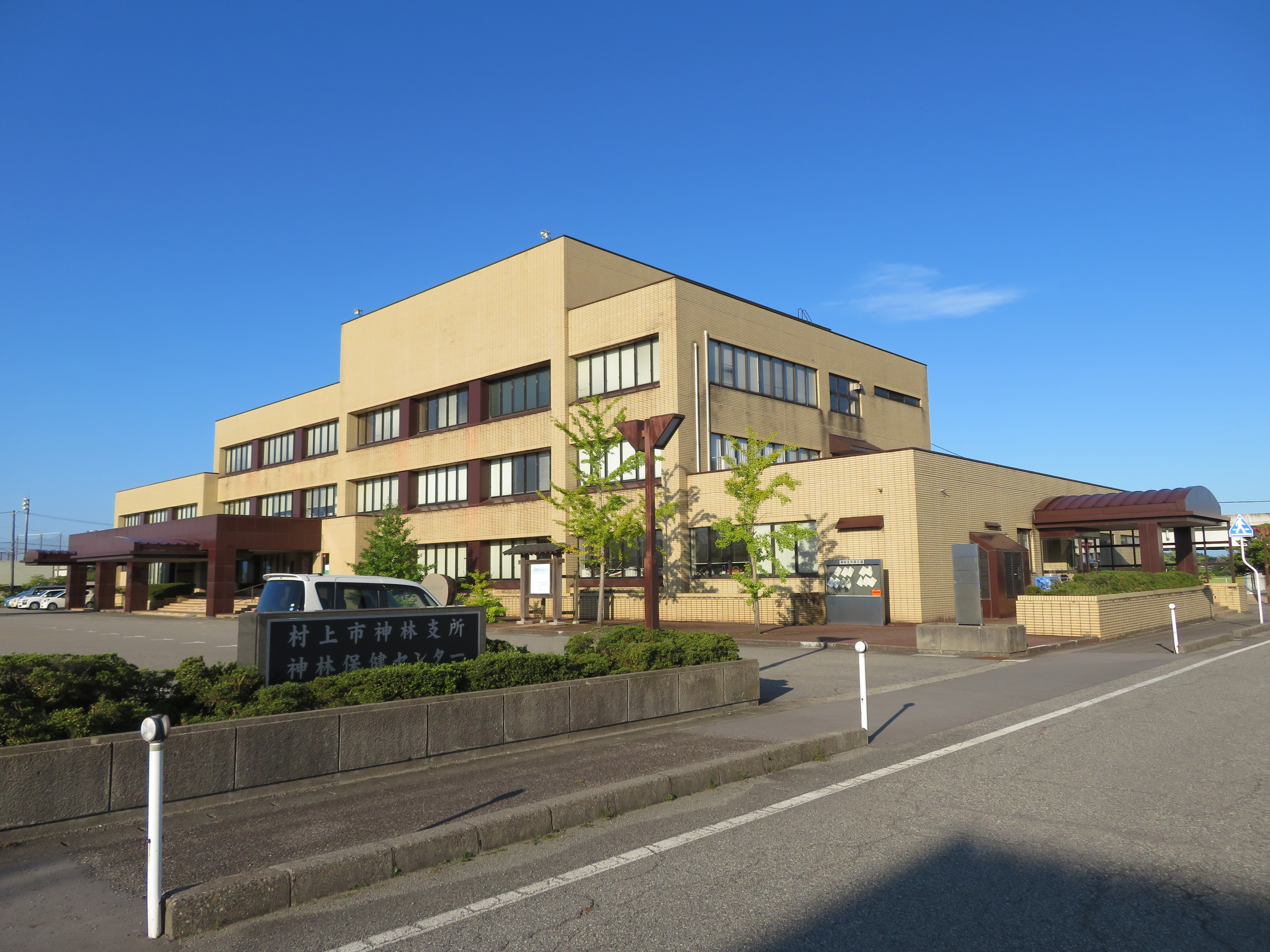
神林支所（旧神林村役場）
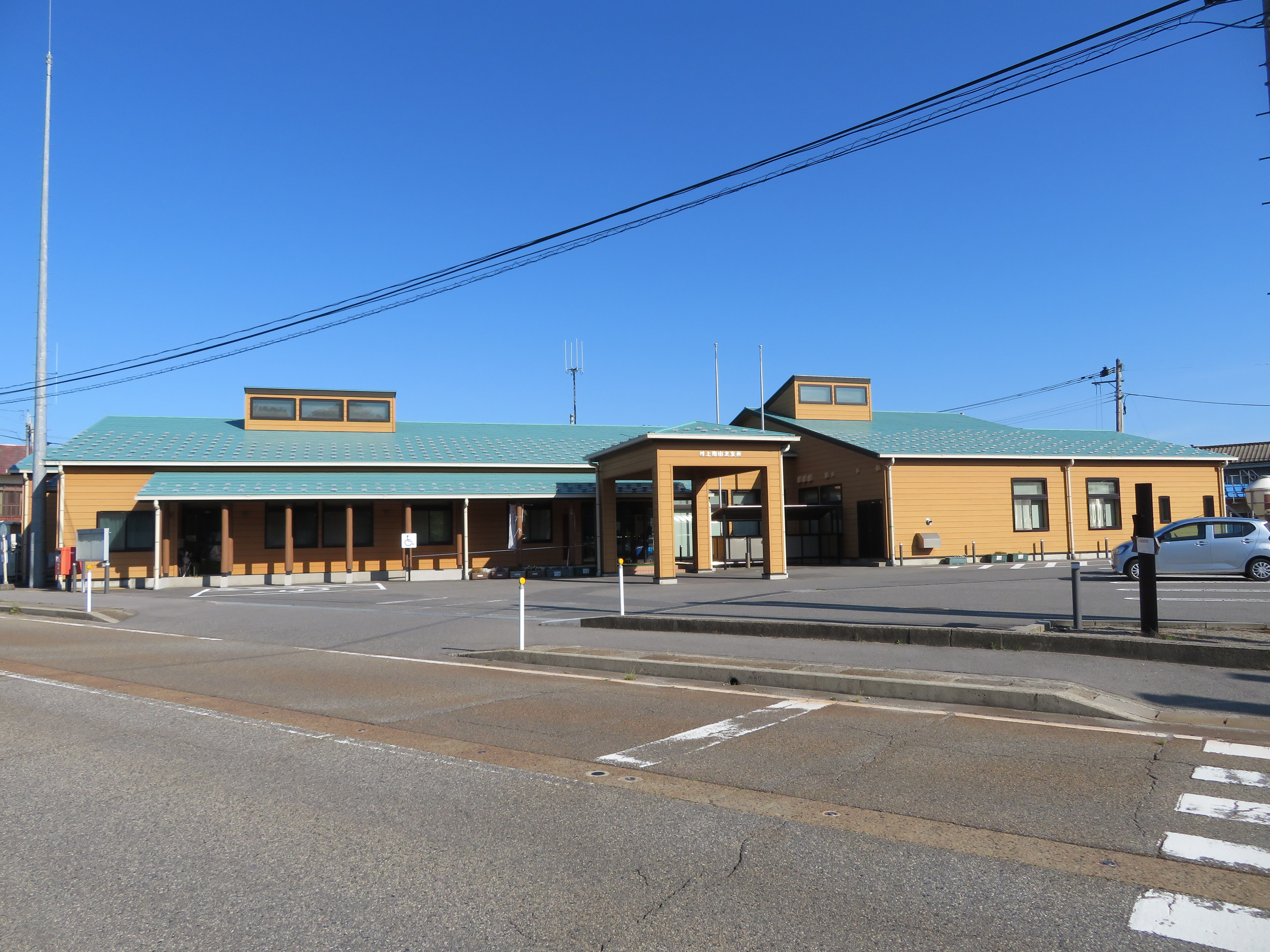
山北支所

#### 公共施設
- 中央図書館
- 教育情報センター
- 市民ふれあいセンター
- 理科教育センター
- 村上市生涯学習推進センター「マナボーテ村上」 - 2013年3月オープン[15]。
- 村上市スケートパーク

### 県の機関
- 村上地域振興局

### 国の機関
- 新潟地方法務局村上支局
- 村上税務署

## 経済

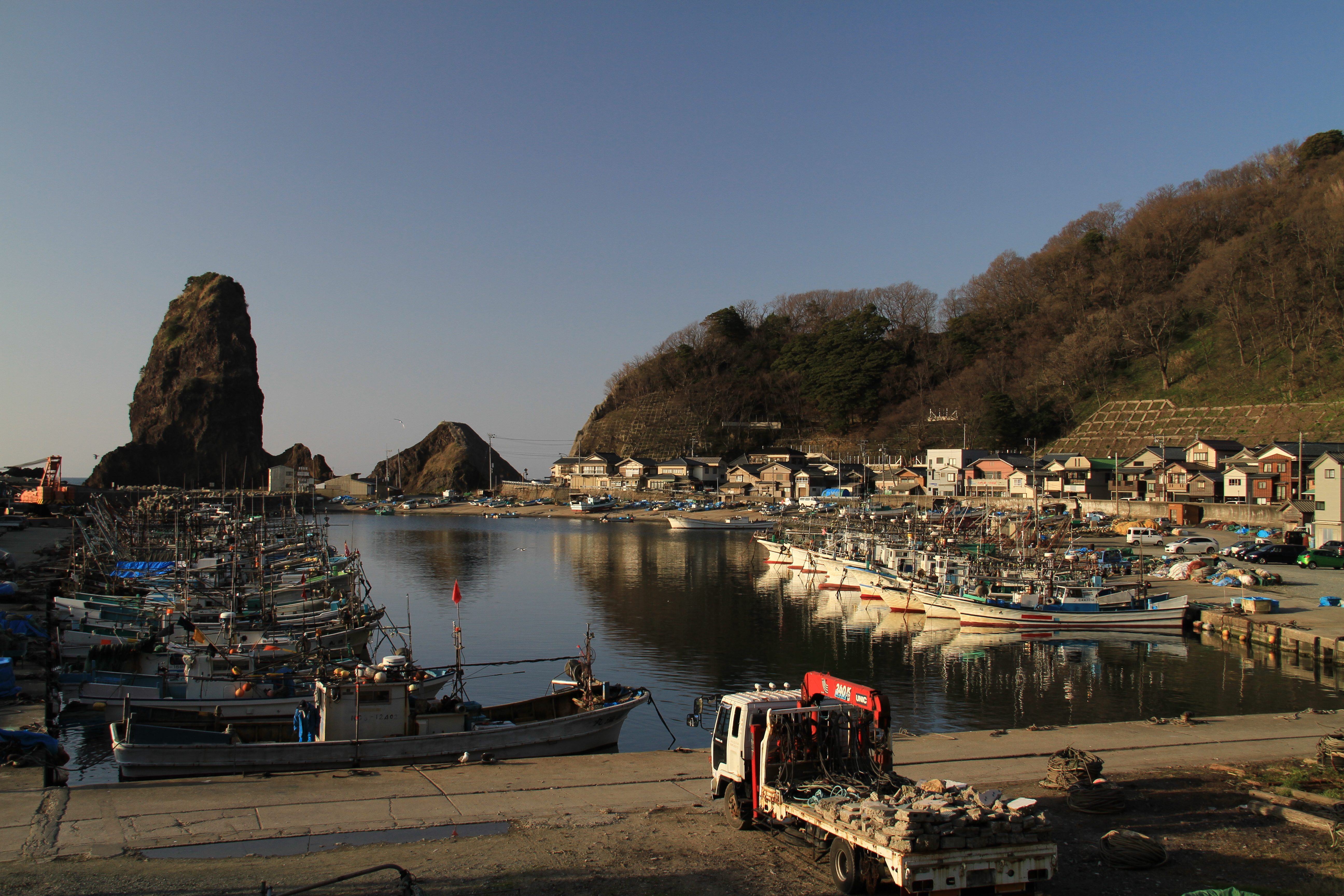
寝屋漁港

### 伝統産業
- 村上木彫堆朱（経済産業大臣指定伝統的工芸品）
- 羽越しな布（同上）
- 山辺里織

### 農林水産業

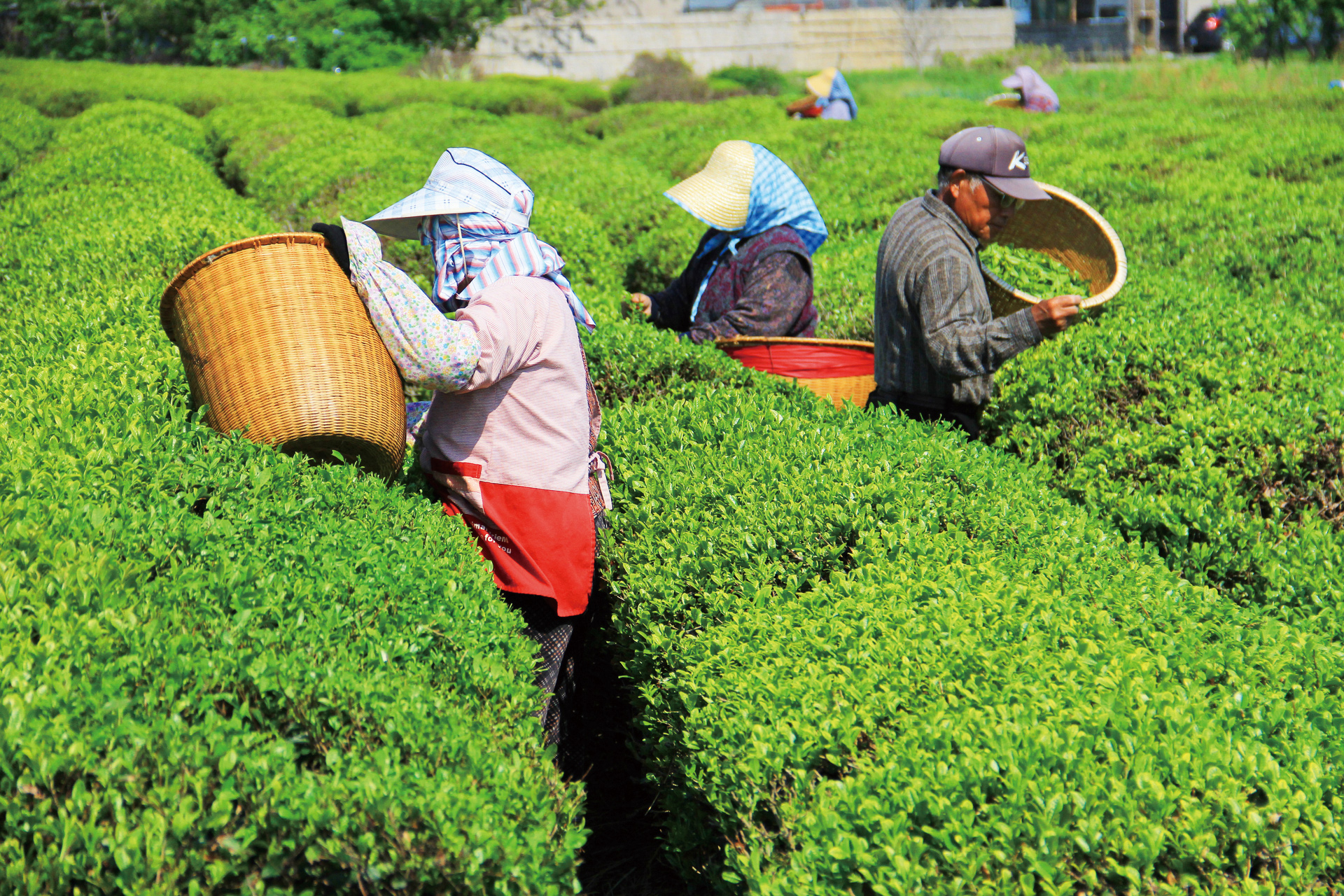
村上茶の茶摘み

「岩船産コシヒカリ」「村上牛」「朝日豚」「やわ肌ねぎ」「村上茶」などの生産が盛ん。
村上茶の作付面積は明治から昭和期にかけてのピーク時には595 haにのぼり（村上駅も開業当初は一面の茶畑の中にあった）、現在も駅西側などに残る。明治期には瀬波港から海外への輸出も行われていた。
荒川地域（旧荒川町域）ではクロッカスやチューリップ等の球根栽培が盛んである。
三面川や大川では鮭漁が盛んであり、大川においては「コド漁」と呼ばれる伝統漁法が用いられる。
日本海沿岸には県管理の寝屋漁港のほか、市管理の5つの漁港（中浜・府屋・脇川・桑川・荒川）があり、商港を兼ねた地方港湾の岩船港（岩船漁港）周辺には直売所や鮮魚センターといった施設もある。沿岸には砂泥域が広がっており、板びき網漁業などが行われている。
山北地域では沿岸部において海水を用いた伝統製法による製塩が盛んであるほか、林業や伝統的な焼畑による赤カブ（温海かぶ）栽培が盛ん。

### 第2次産業
食品製造業が基幹のひとつとなっており、麩（岩船麩）や塩引鮭、清酒、味噌、醤油などの加工品のほか、饅頭や葡萄羹など伝統菓子が発展している。

### 商業

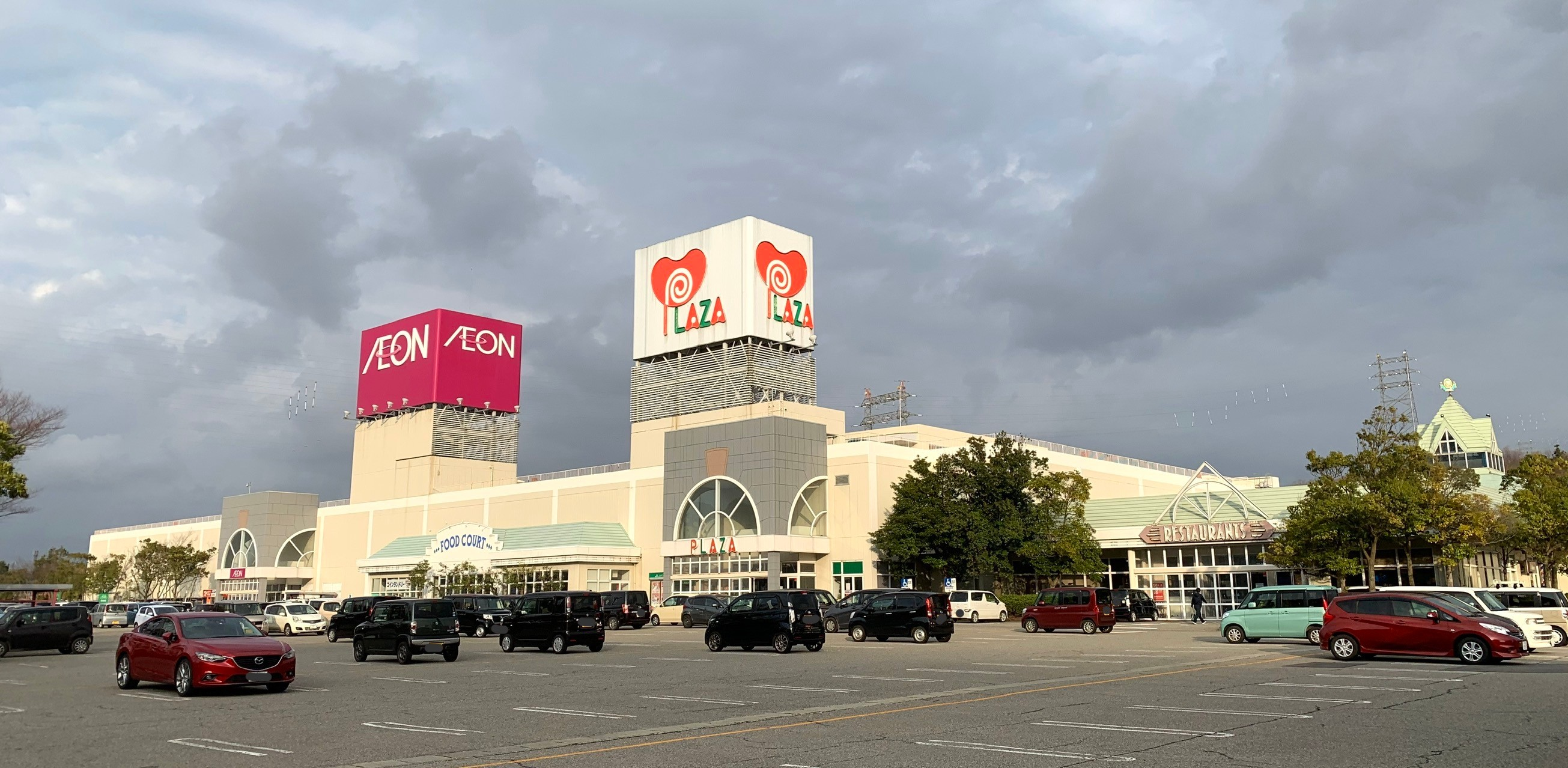
村上プラザ・イオン村上東店（2020年3月）
村上プラザは、村上駅前にあった「村上ショッピングプラザ」が郊外移転する形で1993年（平成5年）にオープンした。

村上城下の旧町人地（出典の絵図等を参照）には多くの町屋が残り、商店が並ぶ。村上茶に関連した茶販売店や和菓子店が現在でも多く所在することが特筆される。
一方、村上バイパスなど国道7号沿いには郊外型の店舗が立ち並ぶ。
かつて村上駅前にはジャスコ村上店（詳細は過去に存在したジャスコの店舗#新潟県を参照）や、ハヤカワを核として全テナントが地元商店から構成されるユニークなショッピングセンター「村上ショッピングプラザ」（1977年オープン）など大型の商業施設が複数あったが移転または撤退済。
このほか、村上城下の旧士族地では、大正期に始まった六斎市が現在も続いている。また、岩船、寒川でも月3回の定期市が開催されている。

### 市内に拠点等を置く主な企業
- 三幸製菓 荒川工場（1982年 - [22]）
- ブルボン 村上工場（1989年 - [22]）
- 新潟ジャムコ 本社

## 姉妹都市
国内
-  鯖江市 （福井県）
  - 1720年、越後村上藩より、譜代大名間部詮言が越前鯖江藩に入封したことに由来。

-  清瀬市（東京都）（2008年4月まで旧朝日村）

## 人口
| |                                        |  |
| 村上市と全国の年齢別人口分布（2005年） | 村上市の年齢・男女別人口分布（2005年） |  |
| ■紫色 ― 村上市 ■緑色 ― 日本全国 | ■青色 ― 男性 ■赤色 ― 女性              |  |
| 村上市（に相当する地域）の人口の推移 \| 1970年（昭和45年） \| 83,107人 \| \| \| 1975年（昭和50年） \| 80,460人 \| \| \| 1980年（昭和55年） \| 80,206人 \| \| \| 1985年（昭和60年） \| 79,366人 \| \| \| 1990年（平成2年） \| 76,511人 \| \| \| 1995年（平成7年） \| 75,591人 \| \| \| 2000年（平成12年） \| 73,902人 \| \| \| 2005年（平成17年） \| 70,705人 \| \| \| 2010年（平成22年） \| 66,427人 \| \| \| 2015年（平成27年） \| 62,442人 \| \| \| 2020年（令和2年） \| 57,418人 \| \| |                                        |  |
| 総務省統計局 国勢調査より |                                        |  |
| 1970年（昭和45年） | 83,107人                               |  |
| 1975年（昭和50年） | 80,460人                               |  |
| 1980年（昭和55年） | 80,206人                               |  |
| 1985年（昭和60年） | 79,366人                               |  |
| 1990年（平成2年） | 76,511人                               |  |
| 1995年（平成7年） | 75,591人                               |  |
| 2000年（平成12年） | 73,902人                               |  |
| 2005年（平成17年） | 70,705人                               |  |
| 2010年（平成22年） | 66,427人                               |  |
| 2015年（平成27年） | 62,442人                               |  |
| 2020年（令和2年） | 57,418人                               |  |

## 教育

### 大学
- 新潟リハビリテーション大学

### 高等学校
- 新潟県立村上高等学校
- 新潟県立村上桜ヶ丘高等学校
- 新潟県立荒川高等学校

### 公立中高一貫教育校
- 新潟県立村上中等教育学校

### 中学校
- 村上市立村上第一中学校
- 村上市立岩船中学校
- 村上市立村上東中学校
- 村上市立荒川中学校
- 村上市立神林中学校
  - 2019年4月に神納中と平林中が統合して開校[27]
- 村上市立朝日中学校
- 村上市立山北中学校

### 小学校
| - 村上市立村上小学校 - 村上市立村上南小学校 - 村上市立岩船小学校 - 村上市立瀬波小学校 - 村上市立山辺里小学校 - 2011年4月に門前谷小・山辺里小が統合して開校 - 村上市立金屋小学校 - 村上市立保内小学校 | - 村上市立神納小学校 - 2020年4月に神納小・神納東小・西神納小が統合して開校 - 村上市立平林小学校 - 2020年4月に平林小・砂山小が統合して開校 - 村上市立小川小学校 - 村上市立朝日みどり小学校 - 村上市立朝日さくら小学校 - 2019年4月に塩野町小と猿沢小が統合して開校 - 村上市立さんぽく小学校 - 2019年4月にさんぽく北小・さんぽく南小が統合して開校 |

### 特別支援学校
- 新潟県立村上特別支援学校

### 学校教育以外の施設
- 村上高等職業訓練校（職業訓練法人村上職業訓練協会が運営する認定職業訓練施設）

## 交通

村上市内のバス路線図。

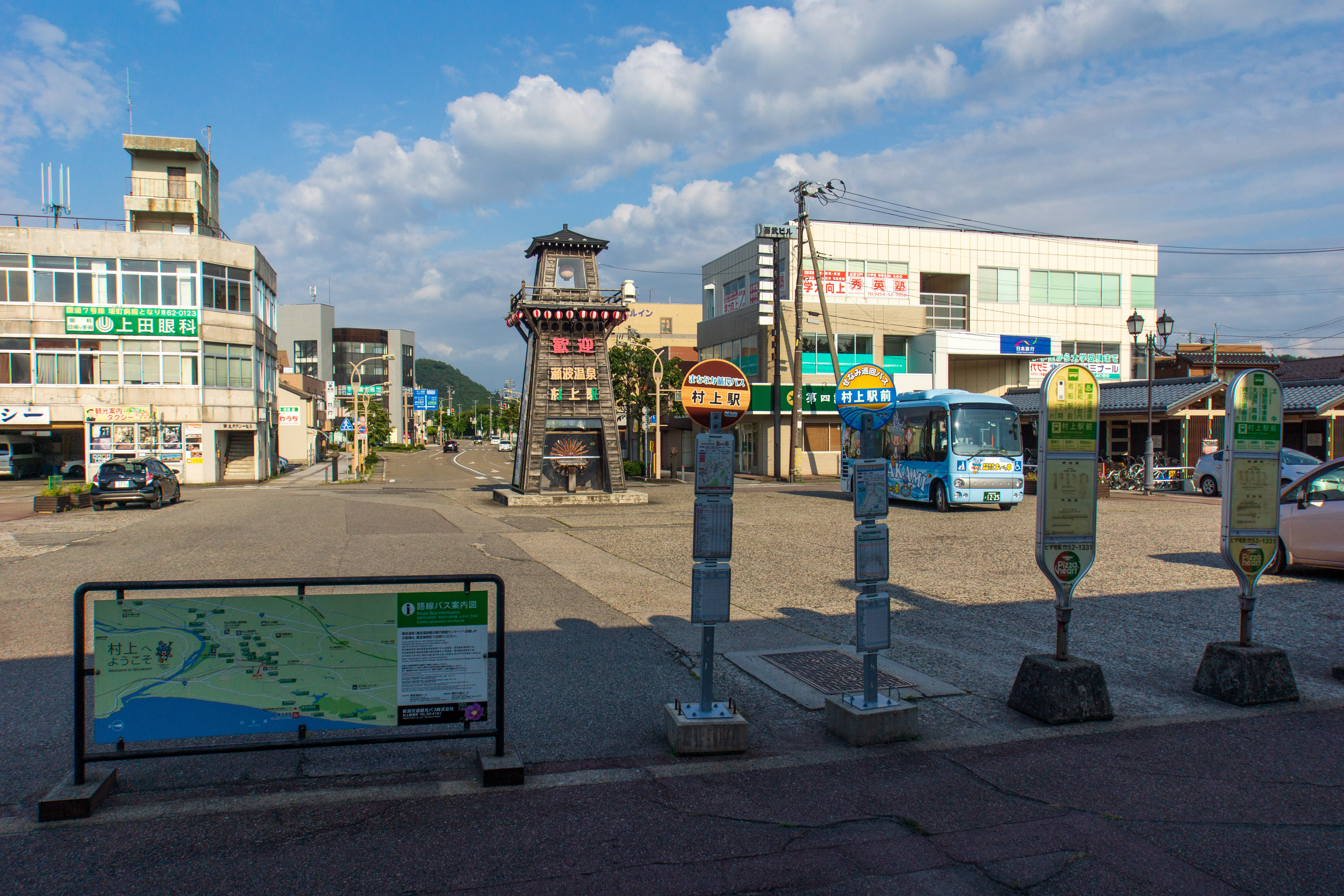
村上駅前のバス停群と「まちなか循環バス」車両

### 鉄道路線
以下の2路線が通っている。
東日本旅客鉄道（JR東日本）
- 羽越本線：坂町駅 - 平林駅 - 岩船町駅 - 村上駅 - 間島駅 - 越後早川駅 - 桑川駅 - 今川駅 - 越後寒川駅 - 勝木駅 - 府屋駅
  - 米坂線：坂町駅(2022年8月の豪雨によりバスによる振替輸送のみ運行)

- 中心となる駅：村上駅

### 高速バス
- 高速のりあいタクシー[31]
2016年9月30日の運行を以って廃止された新潟交通観光バス新潟 - 村上線の代替である。

### 路線バス
市内の路線バスは新潟交通観光バス（村上営業所・勝木営業所・下関営業所）が運営する路線のほか、「まちなか循環バス」および「せなみ巡回バス」がある。このほか、のりあいタクシーが広い範囲に設定されている。

### 道路
隣接する山形県鶴岡市とあわせて日本風景街道の「日本海パークライン」に設定されているほか、中部北陸自然歩道が2ルート設定されている。また、海沿いの道路は「日本海夕日ライン」の愛称をもつ。
2011年3月27日、日本海東北自動車道が朝日まほろばICまで開通した。

#### 高速道路
- 日本海東北自動車道
  - 荒川胎内IC - 神林岩船港IC - 村上瀬波温泉IC - 村上山辺里IC - 朝日三面IC - 朝日まほろばIC(これより先の区間は現在「朝日温海道路」として事業中)

#### 一般国道
- 国道7号
  - 中条黒川バイパス、村上バイパス、鵜渡路バイパス
- 国道113号
  - 乙バイパス、荒川道路
- 国道290号
- 国道345号

#### 県道
主要地方道
- 新潟県道3号新潟新発田村上線
- 新潟県道6号山北朝日線
- 新潟県道・山形県道52号山北関川線

一般県道

| - 新潟県道142号岩船町停車場有明線 - 新潟県道146号岩船町停車場岩船線 - 新潟県道182号坂町停車場金屋線 - 新潟県道205号高根村上線 - 新潟県道207号大栗田村上線 - 新潟県道208号小揚猿沢線 - 新潟県道248号山熊田府屋停車場線 - 新潟県道249号北中府屋停車場線 | - 新潟県道286号岩船港線 - 新潟県道289号坂町停車場線 - 新潟県道291号関口早稲田線 - 新潟県道294号塩谷福田線 - 新潟県道310号荒沢塩野町線 - 山形県道・新潟県道349号鶴岡村上線（朝日スーパーライン） - 新潟県道397号上山田山辺里線 - 新潟県道402号樽ヶ橋長政線 | - 新潟県道493号荒川中条線 - 新潟県道507号写川中原線 - 新潟県道529号瀬波温泉線 - 新潟県道530号村上停車場線 - 新潟県道531号村上神林線 - 新潟県道583号村上朝日線 |

#### 道の駅
- 道の駅笹川流れ（JR桑川駅併設）
- 道の駅朝日
- 道の駅神林

### 港

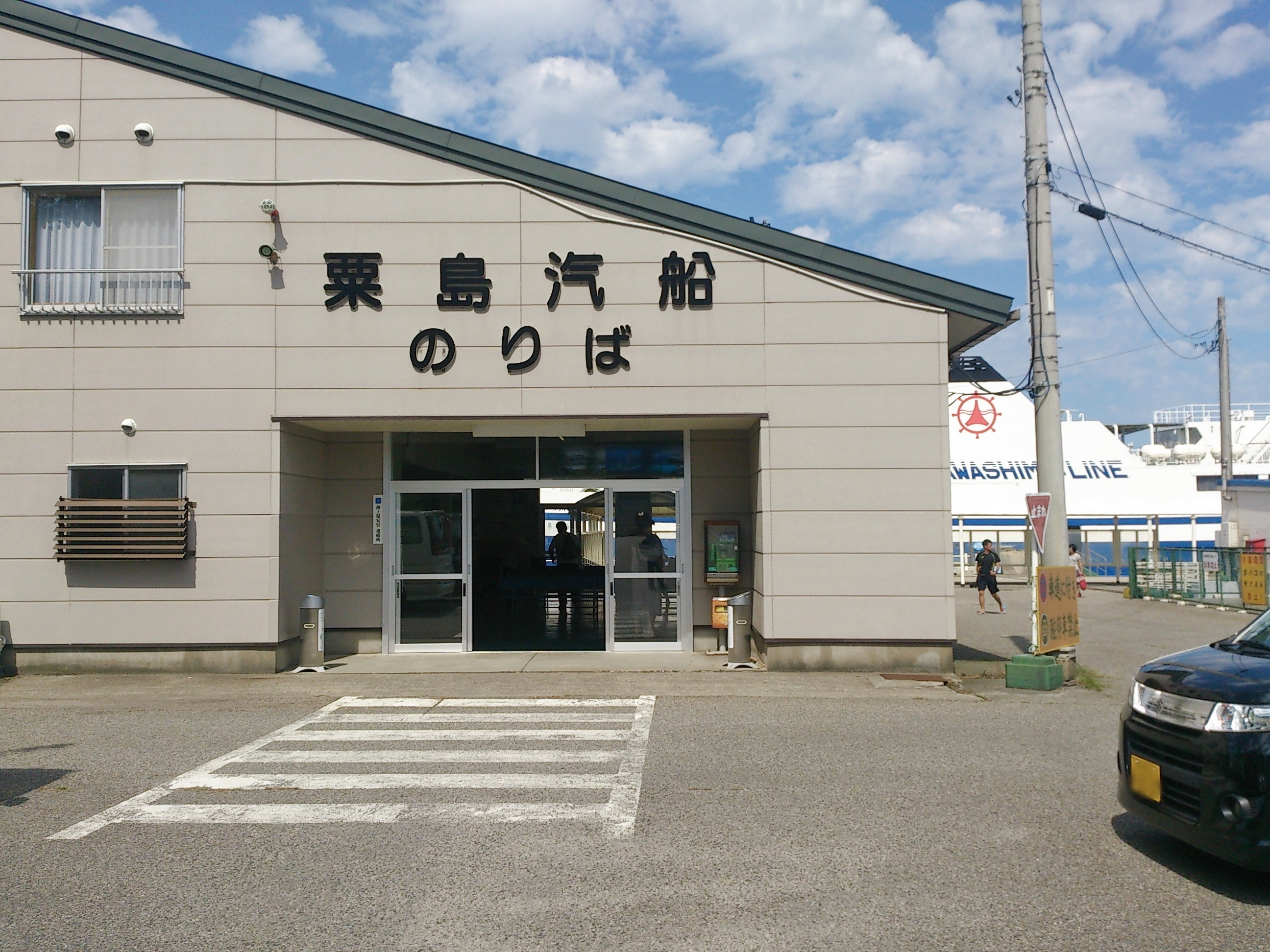
岩舟港の粟島汽船待合所

※粟島汽船「フェリーあわしま」（1992年就航）と高速双胴船「awaline きらら」（2011年4月15日）の2隻となっている。
- 岩船港：岩船 - 粟島

### レンタサイクル
市内数か所でレンタサイクルの貸出しが行われている。

## 地域メディア等
- 村上市情報通信施設
- 村上新聞
- いわふね新聞

## 名所・旧跡・観光
歴史・まち並みや自然、温泉などの観光要素がある。日本風景街道「日本海パークライン」や観光列車「海里」（旧・「きらきらうえつ」）で連携のある山形県・秋田県の沿岸部や新潟県関川村とは、一体の観光圏「日本海きらきら羽越観光圏」を形成している。
旧村上城下・瀬波・岩船周辺
- 城下町村上のまちなみ[37]

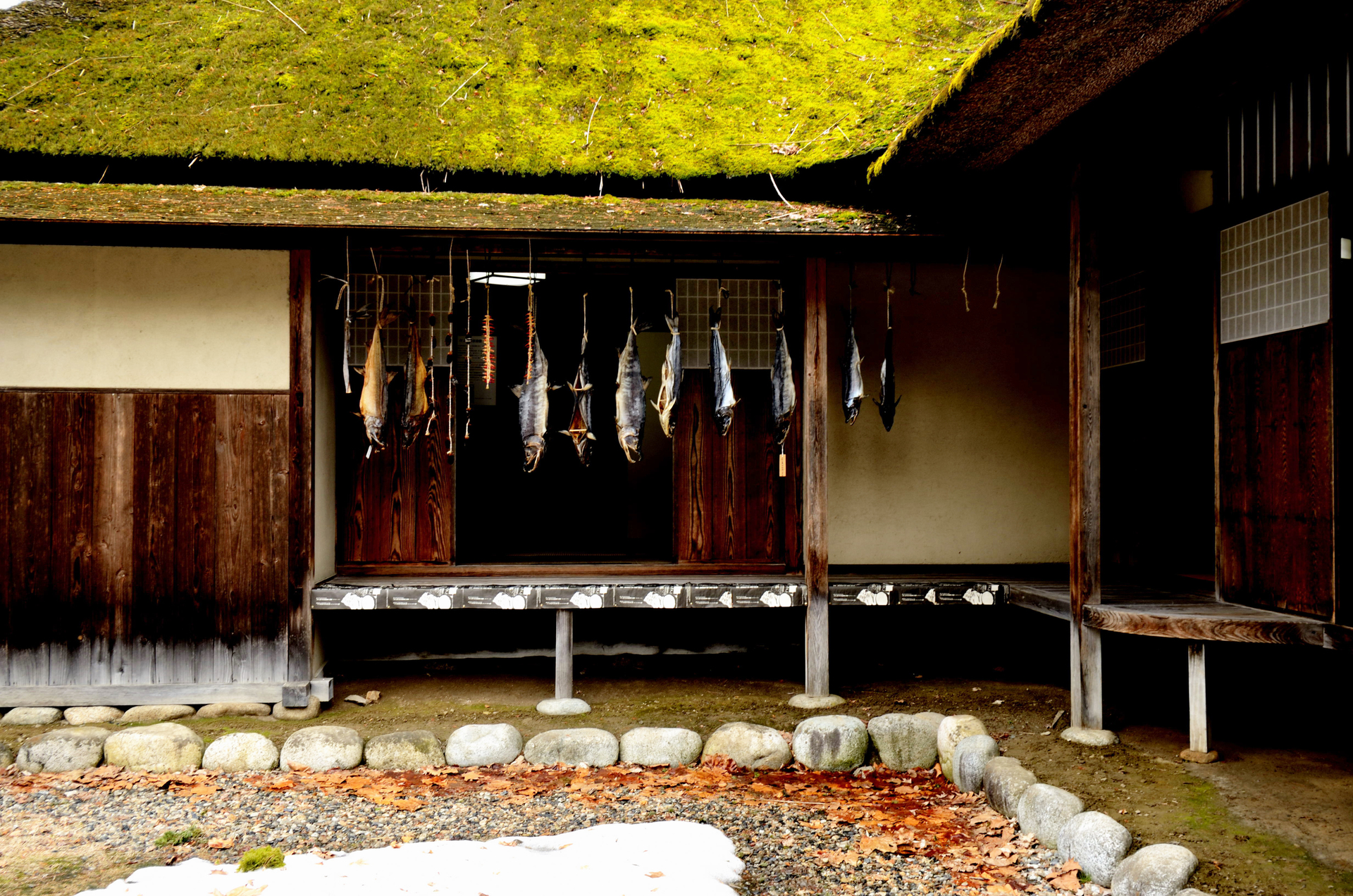
軒先に吊るされた鮭

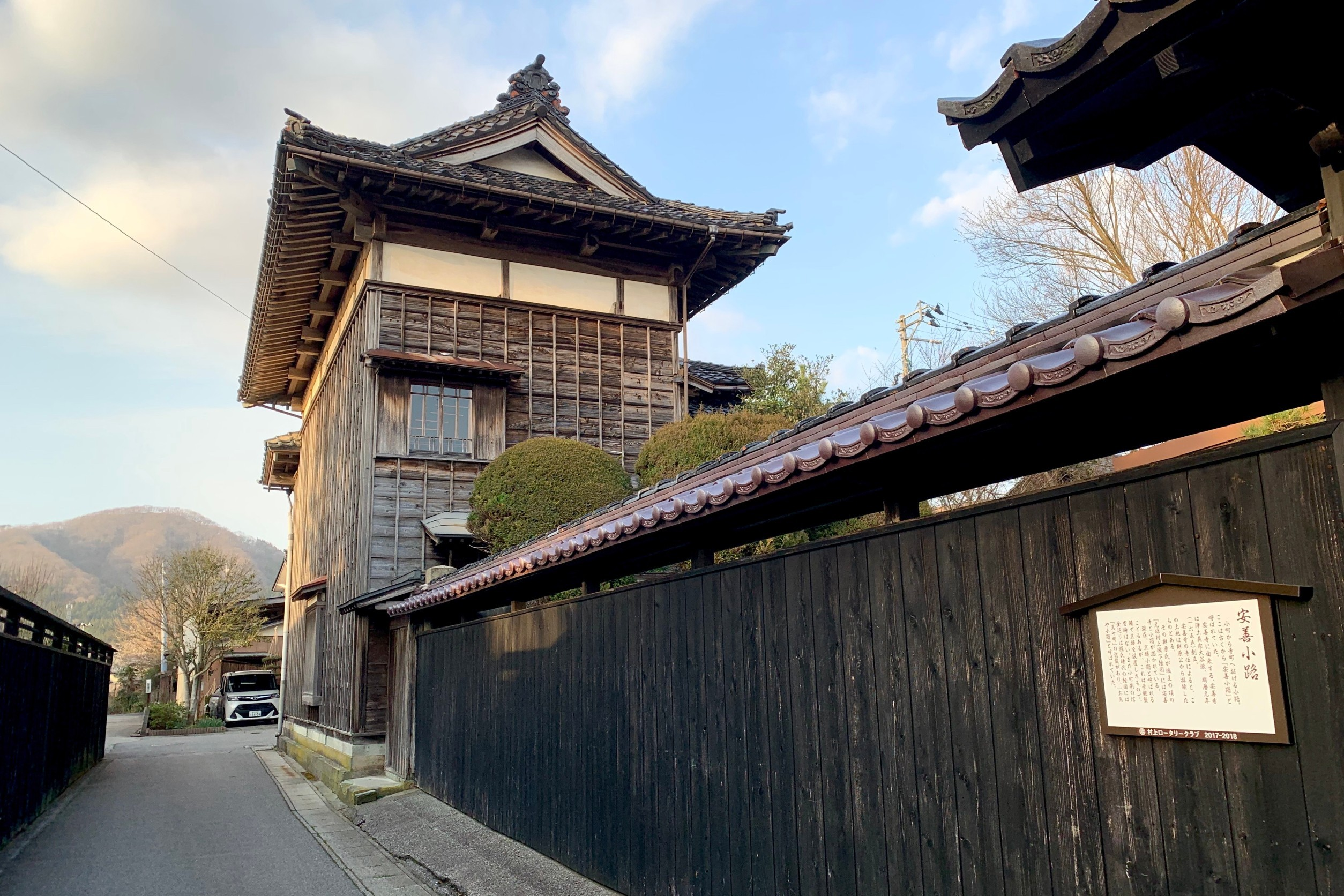
安善小路（黒塀通り）

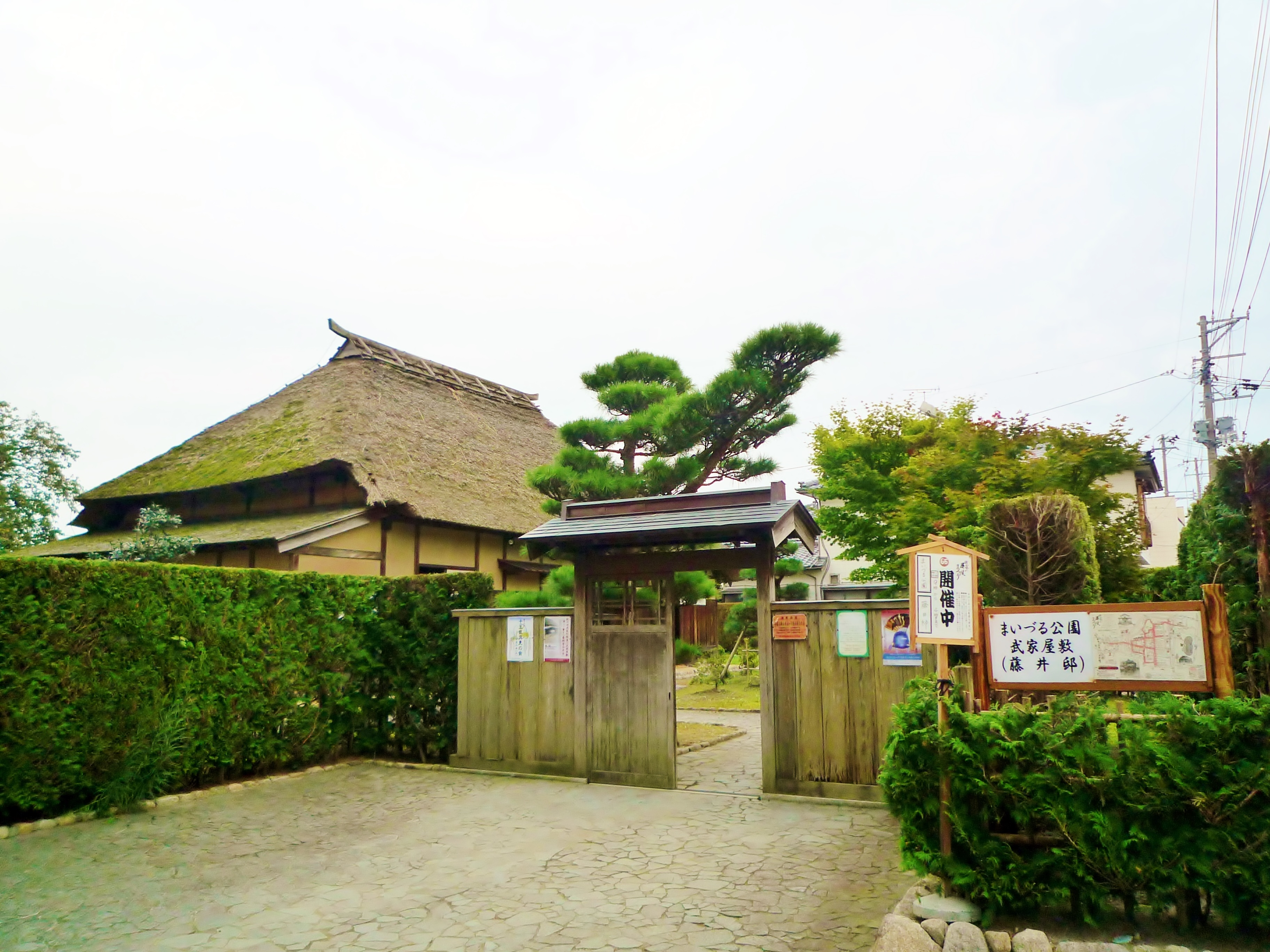
まいづる公園内に移築された藤井邸

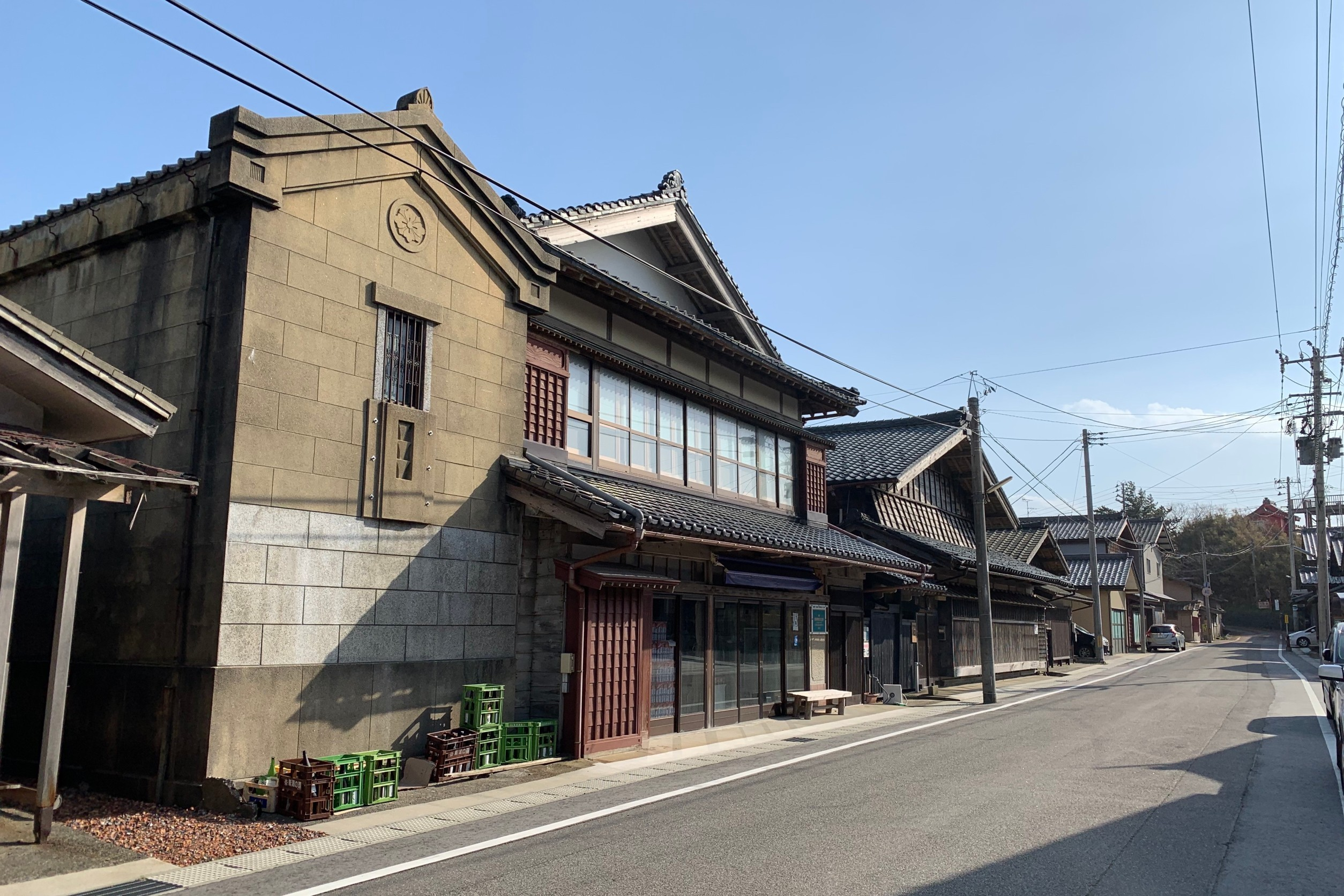
塩谷のまちなみ

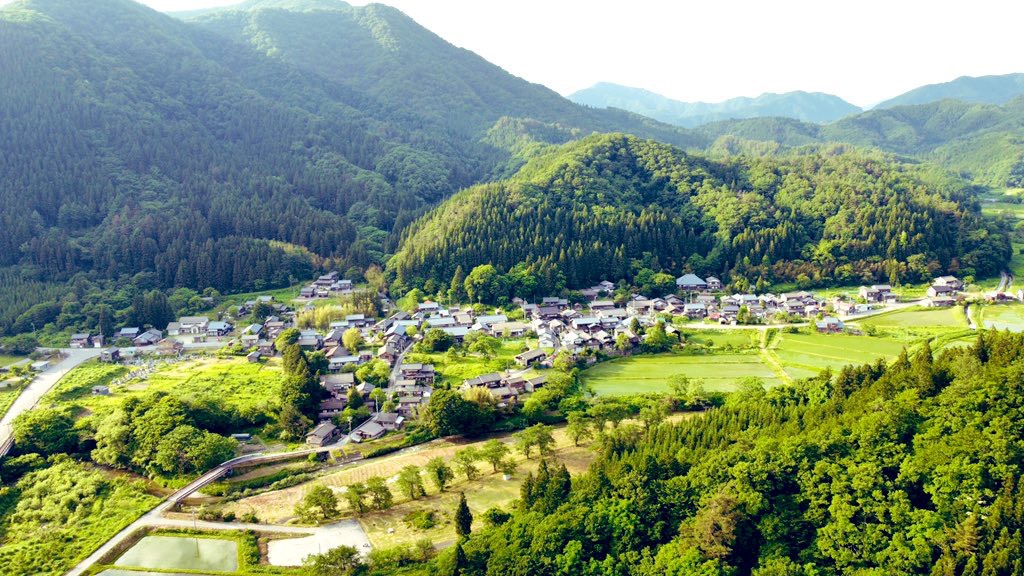
出羽街道小俣宿

  - 武家地 - 1990年度（平成2年度）に伝統的建造物群保存地区の調査が行われた[38]。道路には山あてが見られる[39]。若林家住宅（国の重要文化財）などの武家屋敷、まいづる公園など
  - 町人地 - 町屋など多くの歴史的建造物が残っている[40]。「越後村上町屋通り」では、鮭加工品店や酒店など多くの店舗で町屋の内部が公開されているほか、季節のイベントが開かれる。
  - 寺町 - 安善小路（黒塀通り）、浄念寺（藩主の菩提寺。本堂は国の重要文化財）、妙法寺、長法寺、経王寺など
  - 臥牛山、藤基神社 - 村上城跡：国史跡
- 村上の鮭文化[41]
  - イヨボヤ会館 - 鮭をテーマとした総合博物館。
  - 鮭塩引き街道 - 12月頃に各所に吊り下げられる塩引き鮭が風物詩となっている。
- 村上市郷土資料館（おしゃぎり会館） - 村上大祭で引き回される山車（おしゃぎり）を展示。隣接地には村上歴史文化館、三の丸会館がある。
- 大悲山観音寺 : 日本最新の即身仏である仏海上人の即身仏が拝観できる。
- 西奈弥羽黒神社
- 瀬波温泉・瀬波海岸（恋人の聖地）
- 岩船港 - 鮮魚センターなどの観光施設があり、「みなとオアシス」に指定。

その他
- 笹川流れ（国の名勝及び天然記念物。笹川流れ観光汽船に乗り海上から遊覧できる）
- 平林城（国史跡）
- 塩谷のまちなみ - 2009年度に新潟県の景観づくりモデル地区に指定された[42]。
- お幕場森林公園 - 日本の白砂青松100選、白鳥の飛来地。
- ポーラースター神林（天体観測施設）
- 出羽街道（小俣宿）
- 普済寺 - 池泉回遊式庭園がある。
- 朝日スーパーライン
  - 鳴海金山（鳴海ゴールドパーク）
  - 縄文の里・朝日 - 奥三面歴史交流館では、越後奥三面の山村生産用具（国の重要有形民俗文化財）、元屋敷遺跡出土品（国の重要文化財）など、奥三面ダムに沈んだ地域にまつわる展示がある。
- 鈴ヶ滝 （日本の滝百選）
- 塩野町陣屋跡
- さんぽく生業の里 - 羽越しな布の体験施設。
- 村上市ぶどうスキー場
- 吉祥清水（平成の名水百選）
- 筥堅八幡宮社叢（国の天然記念物）
- 勝木ゆり花温泉

## 文化・名物

### 祭事・催事
- 村上三大まつり - 村上大祭・瀬波大祭・岩船大祭
7月6日（宵祭）、7日（本祭）に行われる、県下三大祭の一つにも数えられ国の重要無形民俗文化財にも指定されている村上大祭は、三基の神輿に御神霊を奉還して荒馬、稚児行列を先導に市中を巡行する「お旅神事」。彫刻を施した上で、堆朱・堆黒の粋をこらした豪華絢爛なオシャギリ（屋台山車）にもこの地域の伝統がうかがえる。
- 村上七夕まつり
- 城下町村上 町屋の人形さま巡り:3月上旬 - 4月上旬開催。SL列車「SL村上ひな街道号」も運行。
- 城下町村上 春の庭百景めぐり：5月上旬 - 5月下旬開催。
- 城下町村上 町屋の屏風まつり：9月中旬 - 10月中旬開催。
- 大須戸能（国の選択無形民俗文化財[43]）
- 日本国山開き：5月上旬
- 山北のボタモチ祭り（国の重要無形民俗文化財）

### 名産・特産

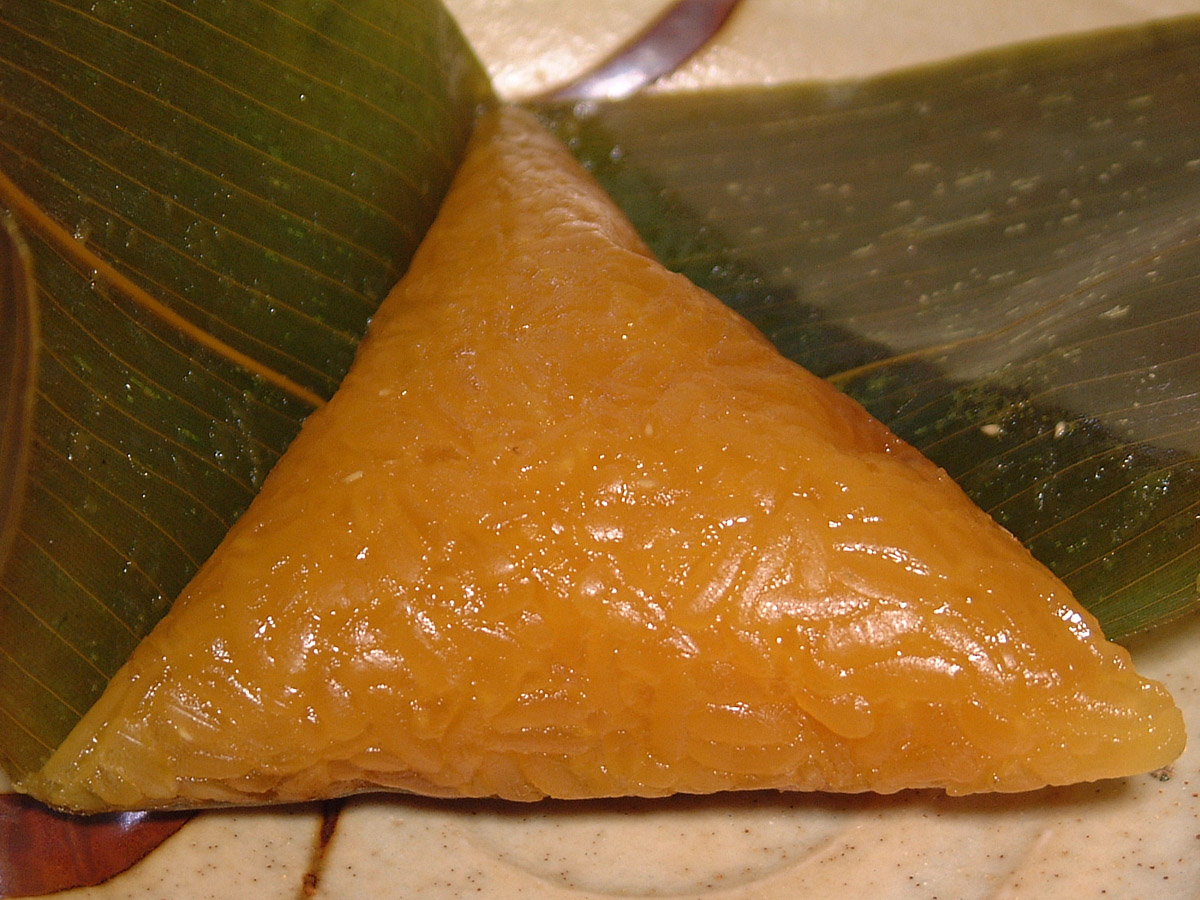
あく笹巻き

- 鮭
- 村上牛
- 茶
- 岩船麩
- 笹川流れの岩牡蠣
- 天然塩
- 赤カブ
- やわ肌ネギ
- 岩船産コシヒカリ
- あく笹巻き
- 日本酒
  - 〆張鶴（宮尾酒造）
  - 大洋盛（大洋酒造）

## 地域にゆかりある著名人

### 出身著名人
人格形成期の全てを過ごした、生まれただけ、物心が付く前に転居して憶えてもいない、人格形成期の決して短くない一時期を過ごした地域の一つである（例：原幹恵）など、どれもこれもその人にとって「出身地」ではある。本節では、全ての出身者を区別せず一括掲載した上で、人格形成期中に当地域から転出した者に【転出】、当地域へ転入してきた者に【転入】の印を付けることで、容易に判別できるようにした。なお、印の無い人には、間違いなく転居歴の無い人のほか、正確に把握できない人も含まれる。

#### 江戸時代以前の生まれ
- 中村正辰 - 万治2年（1659年、江戸前期）、村上城下の生まれ。武士（村上藩士の子として生まれ、長じて赤穂藩士となり、赤穂浪士四十七士の一人となった）。結婚（婿入り）を機に播磨国赤穂郡へ転居している。
- 青砥武平治 - 正徳3年（1713年、江戸中期）、村上城下である越後国岩船郡村上町（現・新潟県村上市旧村上町域）の生まれ。武士（村上藩士）。測量術者。鮭の研究家（鮭の母川回帰性の発見者。種川〈母川回帰性を利用した鮭の自然繁殖法および施設ならびに制度〉の発明・創設者）。
- 本多利明 - 寛保3年（1743年）越後国の生まれ（一説に村上の生まれ）。数学者。経世家（経済思想家）。
- 勇之助 - 1825年前後十数年の頃、越後国岩船郡板貝村（現・村上市板貝）の生まれ。水主かこ（=船乗り）。漂流者。
- 仏海（仏海上人） - 文政11年5月9日（1828年6月20日、江戸後期）、村上の生まれ。村上および、湯殿山注連寺（現在所在地：山形県鶴岡市大網）育ち。行者（大悲山観音寺住持等。日本最後の即身仏）。【転出】仏門に入る16歳までは村上で育った。
- 川上俊彦 - 文久元年12月29日（1862年1月28日、幕末）生まれ。官僚（外交官）。実業家。
- 近藤虎五郎 - 慶応元年6月1日（1865年7月23日）生まれ。土木技術者。

#### 明治生まれ
- 三好愛吉 - 明治3年12月23日（1871年2月12日）、村上の生まれ。村上および、東京府東京市本郷区（現・東京都文京区）育ち。教育者。官僚（皇子傅育官長）。【転出】高校進学時に転居。
- 山縣初男 - 1873年（明治6年）8月31日、新潟県岩船郡村上本町表新町（現・村上市旧表新町域）生まれ。軍人（陸軍大佐）。
- 大和田愛羅 - 1886年（明治19年）3月24日[44]、村上生まれ、東京育ち[44]。作曲家。【転出】
- 矢部友衛 - 1892年（明治25年）3月9日、岩船郡村上町（現・村上市旧村上町域）生まれ。画家（洋画家）。
- 岩付寅之助 - 1894年（明治27年）、岩船郡村上本町飯野（現・村上市飯野いいの）生まれ。数学者。
- 梶野悳三 - 1901年（明治34年）1月29日、岩船郡村上町（現・村上市旧村上町域）生まれ。小説家。【転出】 幼児期に北海道に転居。
- 稲葉修 - 1909年（明治42年）11月19日、岩船郡村上本町堀片町（現・村上市堀片ほりかた）生まれ。政治家（法務大臣等）。

#### 大正生まれ
- 長谷部権次呂 - 1921年（大正10年）、岩船郡上海府村早川（現・村上市早川）生まれ。画家（日本画家）。[45]

#### 昭和生まれ
- 鶴橋康夫 - 1940年（昭和15年）1月15日生まれ。テレビディレクター。映画監督。
- 加藤全一 - 1942年（昭和17年）2月8日、岩船郡神林村（現・村上市旧神林村域）生まれ。政治家（神林村長）。
- 鈴木春祥 - 1943年（昭和18年）1月1日、岩船郡荒川町（現・村上市荒川地区）生まれ。元高校野球指導者で、前中越高等学校野球部監督。中学卒業後に山形県立小国高等学校に進学。
- 田沢真 - 1947年（昭和22年）9月21日生まれ。元NHKアナウンサー。
- 大滝信孝 - 1950年（昭和25年）生まれ。元プロ野球選手（投手）。
- 鈴木陽二 - 1950年（昭和25年）3月9日生まれ。水泳指導者。
- 瀬賀倫夫 - 1950年（昭和25年）生まれ。ミュージシャン（ギタリスト）。
- 沼澤茂美 - 1958年（昭和33年）4月30日、岩船郡神林村（現・村上市旧神林村域）生まれ。写真家（天体写真家）。イラストレーター（天文イラストレーター）。
- 村上幸子 - 1958年（昭和33年）10月21日、岩船郡荒川町（現・村上市荒川）生まれ。歌手（演歌歌手）。
- 小池道昭 - 1961年（昭和36年）8月10日、岩船郡荒川町（現・村上市荒川）生まれ。歌手・ミュージシャン（Dual Dreamのメンバー）。
- 木村正晃 - 1967年（昭和42年）、村上市生まれ。料理研究家、野菜ソムリエ。村上うんめもん大使。
- 奥田政行 - 1969年（昭和44年）12月4日、山形県鶴岡市生まれ、鶴岡市および、新潟県村上市育ち。料理人（イタリア料理人）。村上うんめもん大使。【転入】
- 竹内真 - 1971年（昭和46年）7月9日、村上市生まれ、群馬県高崎市育ち。小説家。【転出】
- 斎藤洋明 - 1976年（昭和51年）12月8日、岩船郡神林村生まれ。衆議院議員、総務大臣政務官。
- 高野麻衣 - 1979年（昭和54年）9月15日、村上市生まれ。小説家、コラムニスト。
- 原幹恵 - 1987年（昭和62年）7月3日、北海道上川郡東川町生まれ、東川町、および、新潟県岩船郡神林村（現・村上市旧神林村域）育ち。タレント。元グラビアアイドル。【転入】小学4年生の春に転居してきた。
- ものたりぬ - 生年非公開（※1980年代にはすでに活動）。漫画家。別名、みなづき由宇。

#### 平成生まれ
- 平野歩夢 - 1998年（平成10年）11月29日生まれ。スノーボード選手。
- 平野海祝 - 2002年（平成14年）10月14日生まれ。スノーボード選手。
- 本間日陽 (ほんま・ひなた) - 1999年 (平成11年) 11月10日生まれ。アイドル(元NGT48)。村上市スペシャルアンバサダー。

#### 生年不詳
- シオンJr. - 生年未確認。放送作家。
- 板垣優稀 - 声優。育ちは胎内市。

### 地域にゆかりのある人物等
- 越後国村上小和田家の人々 - 村上藩士の子孫で、本籍地は今も変わらず、岩船郡村上本町380番地（現・村上市飯野）である。
  - 小和田毅夫 - 1898年（明治31年）、新潟県中頸城郡高田町（のちの高田市、現在の上越市高田地区）の生まれ、高田町および、東京府東京市（現・東京都区部）育ち。皇后雅子の祖父。教育者（教諭、高田市教育委員長等）。
  - 小和田顯 - 1926年（昭和元年）4月22日、新潟県出身（生まれ・育ちとも）。漢文学者。小和田恆の兄。
  - 小和田恆 - 1932年（昭和7年）9月18日、現・新発田市相当地域の出身（生まれ・育ちとも）。元外交官、国際司法裁判所判事および同裁判所第22代所長。皇后雅子の父。
  - 皇后雅子（出生名：小和田雅子） - 1963年（昭和38年）12月9日、東京都目黒区出身（生まれ・育ちとも。生まれた病院は港区に所在）。今上天皇徳仁の皇后。結婚前の本籍地が村上市。
  - 池田礼子（出生名：小和田礼子） - 1966年（昭和41年）7月8日、スイス連邦ジュネーヴ生まれ、ジュネーヴおよび日本国東京都育ち。皇后雅子の実妹。国際連合職員。作家、翻訳家。結婚前の本籍地が村上市。
  - 渋谷節子（出生名：小和田節子） - 1966年（昭和41年）7月8日、スイス連邦ジュネーヴ生まれ、ジュネーヴおよび日本国東京都育ち。皇后雅子の実妹（礼子と同日、双子として出生）。文化人類学者・翻訳家。結婚前の本籍地が村上市。

### 大使
- 農林水産課 食材魅力推進係 (2016年10月7日). “村上うんめもん大使”. 公式ウェブサイト.   村上市. 2018年1月9日閲覧。
- 木村正晃 - 村上うんめもん大使（2014年1月27日[46] - ）
- 奥田政行 - 村上うんめもん大使（2014年1月27日 - ）